# Non più signore
Non più signore (No More Ladies) è una commedia romantica americana del 1935 diretta da Edward H. Griffith. Il film è interpretato da Joan Crawford e Robert Montgomery e da Charlie Ruggles, Franchot Tone e Edna May Oliver. La sceneggiatura attribuita a Donald Ogden Stewart e Horace Jackson si basa su una commedia teatrale omonima di AE Thomas.

## Trama
Marcia è una giovane mondana che condivide la sua casa di New York con sua nonna alcolizzata, Fanny Townsend. Marcia è fermamente convinta che una coppia debba essere fedele l'una all'altra, a differenza dei suoi coetanei che non si sentono così forti. Marcia incontra Jim, che è d'accordo con lei sull'argomento della monogamia di una coppia e la persegue. Marcia, tuttavia, decide di perseguire Sherry, che vede come una sfida e cerca di curarlo dal suo essere donnaiolo.
Dopo una notte passata in un club, in cui alcune delle passate avventure di Sherry lo turbano, la coppia discute sull'istituzione del matrimonio avendo opinioni chiaramente divergenti. Nonostante ciò, Marcia e Sherry sono sposati, ma Sherry continua come prima. Anche in luna di miele, Sherry flirta con la splendida Sally French. Più tardi, quando la nuova coppia di sposi torna a casa, Sherry ha un appuntamento con un'amica, Theresa German, e non ritorna quella notte. Marcia si rende conto che il marito ha già rovinato il loro matrimonio. Sherry ammette di aver passato la notte con Theresa e ammette la sua infedeltà in modo piuttosto brusco e poco dispiaciuto.
Marcia decide di dare una lezione al marito organizzando una festa alla quale invita le ex fiamme di Sherry insieme ai loro compagni. Marcia annuncia che intende essere infedele a suo marito, avendo una relazione con Jim, che si prende ancora cura di lei. Marcia e Jim fuggono dalla festa durante una gara di mimi, e lei torna la mattina dopo. Sherry si accorge di quanto sua moglie lo ami ed è convinto di migliorare i suoi vecchi modi. In ogni caso, Marcia rimane fedele alle sue convinzioni e al marito, non proseguendo come previsto.

## Accoglienza
Secondo i dati della MGM, il film ha guadagnato $ 1.117.000 negli Stati Uniti e in Canada e $ 506.000 altrove con un profitto di $ 166.000.